# ダイズサポニン
ダイズサポニン（大豆サポニン）は、オレアナン型アグリコンに1ないし2つの糖鎖を保持するトリテルペン配糖体（トリテルペノイドサポニン）である。

## 概要
ソヤサポゲノールAをアグリコンとするサポニンAグループとソヤサポゲノールBをアグリコンとするサポニンBグループに大別される。大豆サポニンAグループは胚軸に多く含まれ、大豆サポニンBグループは子葉中に多く含まれる。大豆種子全体では、子葉の比率が高いため、大豆食品に含まれる主なサポニンは大豆サポニンBグループである。大豆の苦味成分であるほか、抗酸化などの生理機能があるとされる。
雄の2型糖尿病マウスに大豆サポニンAグループと大豆サポニンBグループを別々に投与したところ大豆サポニンBグループに血糖値上昇抑制作用は認められたが大豆サポニンAグループにはその作用は認められなかった。

## 乳化剤
大豆サポニンは、食品添加物として認可されており、天然の乳化剤として利用可能である。乳化力は、サポニンAグループの方が高いが、苦味が強い欠点がある。